# باشگاه فوتبال زانگزور
باشگاه فوتبال زانگزور (انگلیسی: FC Zangezour) یک باشگاه فوتبال در شهر گوریس و در کشور ارمنستان می‌باشد که در لیگ برتر فوتبال ارمنستان بازی می‌کند.
این باشگاه در سال ۱۹۸۲ میلادی تأسیس شده است.

## آمار لیگ
| ارمنستان (۱۹۹۳ – ۱۹۹۷) |                       |     |      |     |       |      |        |          |     |        |      |
| فصل                    | دسته                  | سطح | بازی | برد | تساوی | باخت | گل زده | گل خورده | +/- | امتیاز | مکان |
| ۱۹۹۳                   | لیگ دسته اول - گروه A | ۲   | ۲۲   | ۱۶  | ۲     | ۴    | ۴۶     | ۱۹       | +۲۷ | ۳۴     | ۱.   |
| ۱۹۹۴                   | لیگ برتر              | ۱   | ۲۸   | ۹   | ۴     | ۱۵   | ۲۵     | ۷۷       | -۵۲ | ۲۲     | ۱۱.  |
| ۹۶–۱۹۹۵                | لیگ برتر              | ۱   | ۲۲   | ۵   | ۲     | ۱۵   | ۲۶     | ۶۰       | -۳۴ | ۱۷     | ۱۰.  |
| ۹۷–۱۹۹۶                | لیگ برتر              | ۱   | ۲۲   | ۲   | ۳     | ۱۷   | ۹      | ۷۷       | -۶۸ | ۹      | ۱۱.  |